# Jenny Gago
Jenny Gago (* 11. September 1953 in Peru) ist eine US-amerikanische Schauspielerin peruanischer Abstammung.

## Leben
Jenny Gago schloss als Bachelor of Arts das Studium der Theaterwissenschaft an der University of California, Los Angeles ab. Anschließend studierte sie Schauspielkunst bei Lee Strasberg. Sie debütierte im Fernsehdrama  A Gun in the House aus dem Jahr 1981.
Gago spielte im Abenteuerfilm Old Gringo (1989) an der Seite von Jane Fonda und Gregory Peck eine der größeren Rollen, für die sie den Golden Eagle Award erhielt. Sie übernahm im Filmdrama Meine Familie (1995) die Rolle von Maria Sanchez, die in ihren jungen Jahren von Jennifer Lopez dargestellt wurde. Für die Rolle in der Fernsehserie Dangerous Minds – Eine Klasse für sich wurde sie im Jahr 1996 für den NCLR Bravo Award und im Jahr 1998 für den ALMA Award nominiert. Im Film The Cross (2001) spielte sie die Rolle der Mutter Jesu.
Gago hat einen Sohn.

## Filmografie (Auswahl)
- 1981:  A Gun in the House
- 1983: Der Mann mit den zwei Gehirnen (The Man with Two Brains)
- 1983: Under Fire, auch: Unter Feuer
- 1984: Ein Single kommt selten allein (The Lonely Guy)
- 1984–1986: Unter der Sonne Kaliforniens (Knots Landing, Fernsehserie)
- 1987: Die Reise ins Ich (Innerspace)
- 1989: Old Gringo
- 1990–1991: D.E.A. – Krieg den Drogen
- 1991: Das Kartell des Todes (Death Merchants)
- 1994: Erbarmungslos gejagt (Nowhere to Hide)
- 1994: Alien Nation: Dark Horizon
- 1995: Meine Familie (My Family)
- 1995: Alien Nation – Die neue Generation (Alien Nation: Body and Soul)
- 1996: Dangerous Minds – Eine Klasse für sich (Dangerous Minds, Fernsehserie)
- 1996: Alien Nation: Millennium
- 1997: Alien Nation: Das Udara-Vermächtnis (Alien Nation: The Udara Legacy)
- 2000: Road Dogz
- 2000: Along for the Ride
- 2000: Nurse Betty
- 2001: The Cross
- 2002–2003: The Agency – Im Fadenkreuz der C.I.A. (The Agency)
- 2012: Gallowwalkers
- 2020: Deputy – Einsatz Los Angeles (Deputy, Fernsehserie)